# Auguste Piccard
Auguste Piccard (Basilea, 28 gennaio 1884 – Losanna, 24 marzo 1962) è stato un fisico ed esploratore svizzero, famoso per le sue esplorazioni della stratosfera e delle profondità marine.

## Biografia
Nel 1913, con il fratello gemello Jean, cominciò a compiere ascensioni mediante palloni aerostatici.
Per studiare gli stati ionizzati, i raggi cosmici e la radioattività nell'atmosfera, progettò (nel 1925) e realizzò un pallone con cabina stagna in grado di raggiungere per la prima volta quote stratosferiche. Il 27 maggio 1931, Auguste Piccard e Paul Kipfer decollarono da Augusta, in Germania, e raggiunsero un'altitudine record di 15.781 m. Dopo varie ascensioni sempre con il fratello Jean, nel 1932 Auguste Piccard salì ad oltre 16000 m; Jean, naturalizzato statunitense, lo superò due anni dopo toccando in aerostato i 17500 m. Come dichiarato nell'articolo del "Popular Science Magazine" dell'Agosto 1931 a pagina 23, Auguste Piccard disse che la terra gli sembrava un disco piatto con i bordi rialzati ("It seemed a flat disk with upturned edge").
Ma ormai Auguste non pensava più alle massime altezze, bensì alle massime profondità, ossia all'esplorazione subacquea. A tale scopo ideò il batiscafo, concepito come un pallone sottomarino: un galleggiante di forma allungata, pieno di liquido più leggero dell'acqua (benzina), munito di zavorra (granigli di ferro) e di una cabina circolare. Auguste realizzò un primo modello di batiscafo, il FNRS 2, che nel 1948 con pilota automatico scese a 1308 m; ma il collaudo fu insoddisfacente. Sottoposto a sostanziali modifiche in un cantiere navale francese, fu ribattezzato FNRS 3.
Nel frattempo, con il figlio Jacques, riuscì a costruire in Italia un nuovo batiscafo, il Trieste.

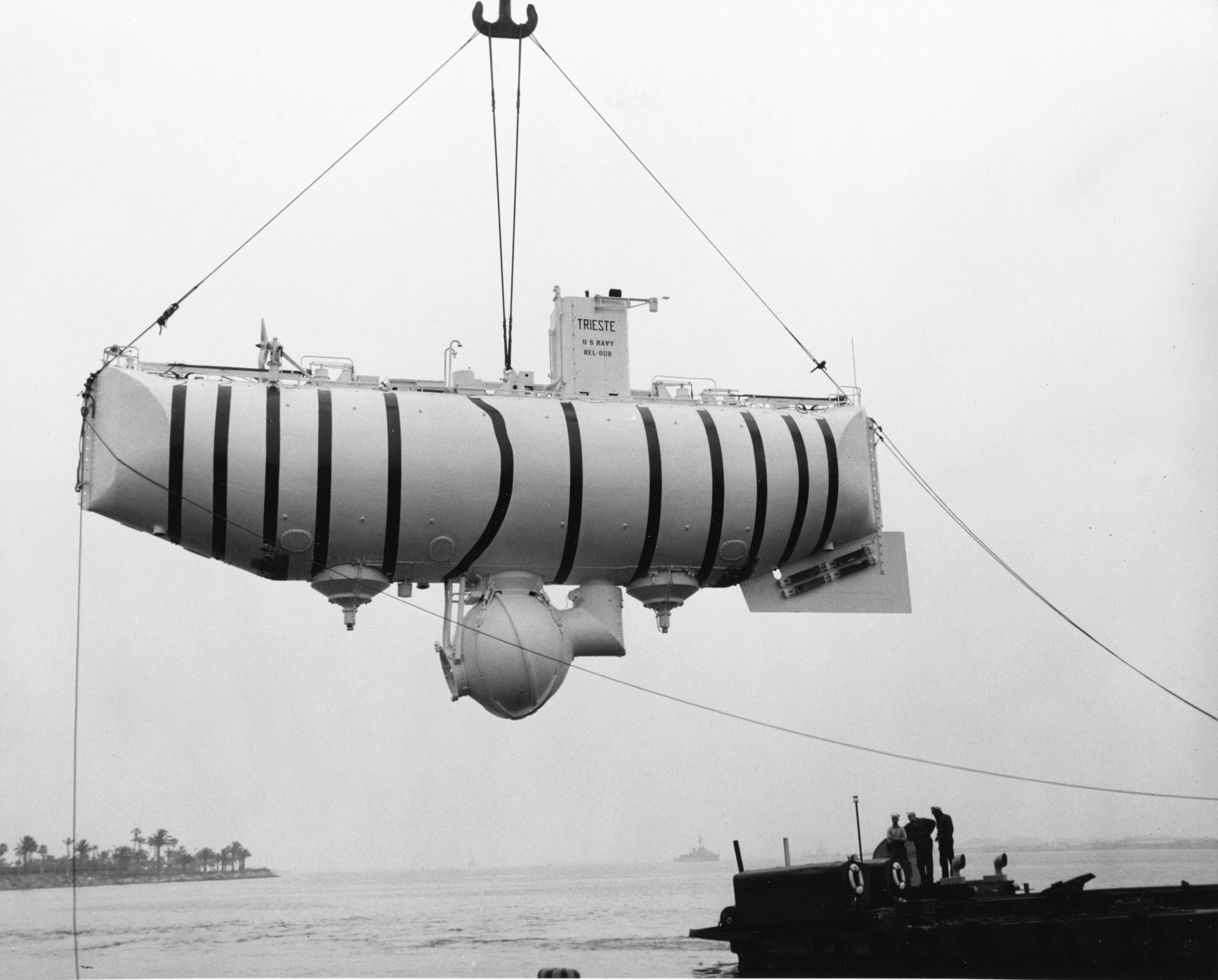
Il batiscafo Trieste

Nel 1953, il FNRS 3 scendeva a 2100 m al largo di Tolone; ma nello stesso anno il Trieste, con Auguste e Jacques Piccard a bordo, scendeva e toccava i 3150 m di profondità al largo di Ponza.
L'anno seguente il FNRS 3 ebbe la rivincita immergendosi fino a 4050 m. Ma nel gennaio 1960 il Trieste (ceduto nel frattempo agli Stati Uniti) con a bordo Jacques Piccard e Don Walsh raggiungeva i 10916 m della fossa delle Marianne nell'Oceano Pacifico.

## La famiglia
La famiglia Piccard è famosa per aver compiuto numerose imprese. Il padre di Jacques, Auguste Piccard, ha superato due volte il record di altitudine con il pallone aerostatico, nel 1931 e 1932. Il figlio di Jacques, Bertrand Piccard, è stato il primo uomo a compiere, in volo, un giro intorno alla terra senza fermarsi, impresa compiuta con il pallone aerostatico "Orbiter 3" nel marzo del 1999.
- Auguste Piccard (Fisico, aeronauta, pilota di aerostati, idronauta)
  - Jacques Piccard (Economista, esploratore, pilota e progettista di sottomarini)
    - Bertrand Piccard (medico, aeronauta, pilota di aerostati)
- Jean-Felix Piccard (Chimico organico, aeronauta, pilota di aerostati)
  - Jeannette Piccard (Moglie di) (aeronauta e pilota di aerostati)
  - Don Piccard (pilota di aerostati)

## Riconoscimenti
Gli è stato dedicato un asteroide, 43806 Augustepiccard.